# Lawrence Fields
Lawrence Fields (* 1983 in St. Louis) ist ein US-amerikanischer Jazzpianist.

## Leben und Wirken
Fields erhielt Klavierunterricht durch seine Mutter; aufgrund seines Interesses an Sport und anderen Freizeitaktivitäten, wurden sie früh eingestellt. Erst in der High School entwickelte er Interesse am Musizieren und begann als Perkussionist im Schulorchester. Nachdem er kurzzeitig als Software-Entwickler tätig gewesen war, gründete er ein Klaviertrio, das in St. Louis auch Oscar Brown, Jr. begleitete. Bis 2008 studierte er dann am Berklee College of Music in Boston.
Fields arbeitete ab dieser Zeit in New York mit Nicholas Payton und Alvin Batiste, mit dem 2006 erste Aufnahmen entstanden (Marsalis Music Honors Alvin Batiste), außerdem mit Jeff „Tain“ Watts, Terri Lyne Carrington (More to Say... (Real Life Story: Nextgen), 2009), Christian Scott (Christian Atunde Adjuah, 2011), Jaleel Shaw (The Soundtrack of Things to Come, 2012), Yasushi Nakamura, Warren Wolf und Steve Slagle (Alto Manhattan, 2016). Seit den frühen 2010er-Jahren gehörte er der Band Sound Prints von Joe Lovano und Dave Douglas an (Scandal, 2018); ferner spielte er mit Lovano in dessen Classic Quartet (mit Lewis Nash und George Mraz) und dem Sax Supreme Quartet (mit Chris Potter). 2018 spielte er im Quartett von Steve Slagle; 2018 wirkte er bei Christian Scotts Grammy-nominierter Produktion Ancestral Recall mit, im selben Jahr bei Axiom. Zu hören ist er auch auf Other Worlds von Joe Lovano & Dave Douglas Sound Prints. 
2024 legte Fields sein mit Yasushi Nakamura (Bass) und Corey Fonville (Schlagzeug) eingespieltes Debütalbum To the Surface vor. Im Bereich des Jazz war er Tom Lord zufolge zwischen 2006 und 2021 an 14 Aufnahmesessions beteiligt.